# Mistrzostwa Ameryki Północnej, Środkowej i Karaibów w Piłce Siatkowej Kobiet 1971
II Mistrzostwa Ameryki Północnej, Środkowej i Karaibów w piłce siatkowej kobiet odbyły się w 1971 roku w Hawanie na Kubie. W mistrzostwach wystartowały 4 reprezentacje. Mistrzem została po raz drugi reprezentacja Meksyku.

## Klasyfikacja końcowa
| Miejsce | Reprezentacja       |
| ------- | ------------------- |
|         | Meksyk              |
|         | Kuba                |
|         | Antyle Holenderskie |
| 4.      | Portoryko           |